# 동굉
동굉(董宏, ? ~ 기원전 2년)은 전한 말기의 제후이다. 공신 동충의 아들이다.

## 행적
초원 2년(기원전 47년), 동충의 뒤를 이어 고창후(高昌侯)에 봉해졌다.
동굉은 애제에게 정도공왕의 아내인 부태후와 정희(丁姬)의 지위를 높여야 한다고 주장하였다.
| “ | 진나라 장양왕은 본래 하씨(夏氏)의 아들이었으나 화양부인(華陽夫人)의 양자로 들어갔고, 임금이 되고 나서 둘 다 태후에 봉하였습니다. 정도공왕의 왕후 또한 황태후로 세워야 합니다. | ” |

그러나 대사공 사단·대사마 왕망의 탄핵을 받아 작위가 박탈되고 서인(庶人)이 되었다. 하지만 두업은 동굉을 변호하였고, 또 승상 주박이 재차 주청하여 결국 부태후와 정희에게 존호가 올라갔고 동굉은 작위를 회복하였다.
원수 원년(기원전 2년)에 죽으니 시호를 양(煬)이라 하였고, 아들 동무가 작위를 이었다.

## 출전
- 반고, 《한서》 권17 경무소선원성공신표·권60 두주전·권86 하무왕가사단전·권97하 외척전 下·권99상 왕망전 上